# Sharolyn Scott
Sharolyn Shantell Scott Norman (* 27. Oktober 1983 in Puerto Limón) ist eine ehemalige costa-ricanische Hürdenläuferin, die sich auf die 400-Meter-Distanz spezialisiert hat und in dieser Disziplin aktuell Inhaberin des Landesrekordes ist.

## Sportliche Laufbahn
Erste Erfahrungen bei internationalen Meisterschaften sammelte Sharolyn Scott vermutlich im Jahr 2001, als sie bei den Zentralamerika- und Karibikmeisterschaften (CAC) in Guatemala-Stadt in 15,51 s den fünften Platz im 100-Meter-Hürdenlauf belegte und über 400 m Hürden mit 1:08,39 min im Vorlauf ausschied. Im Jahr darauf siegte sie mit 15,28 s über 100 m Hürden bei den Zentralamerikajuniorenmeisterschaften ebendort. 2007 gewann sie bei den Zentralamerikameisterschaften in San José in 15,30 s die Silbermedaille hinter der Honduranerin Jeimy Bernárdez und zudem siegte sie in 48,07 s mit der costa-ricanischen 4-mal-100-Meter-Staffel. Anschließend schied sie bei den erstmals ausgetragenen NACAC-Meisterschaften in San Salvador mit 14,57 s im Vorlauf über 100 m Hürden aus. Im Jahr darauf siegte sie in 12,50 s im 100-Meter-Lauf bei den Zentralamerikameisterschaften in San Pedro Sula und sicherte sich über 200 Meter und über 100 m Hürden in 25,91 s bzw. 14,59 s jeweils die Silbermedaille. 2009 siegte sie bei den Zentralamerikameisterschaften in Guatemala-Stadt in 24,75 s im 200-Meter-Lauf sowie in 47,61 s auch in der 4-mal-100-Meter-Staffel und über 100 Meter gewann sie in 12,05 s die Silbermedaille hinter Kaina Martinez aus Belize. Anschließend schied sie bei den CAC-Meisterschaften in Havanna mit 12,20 s und 25,02 s jeweils im Vorlauf über 100 und 200 Meter aus und belegte sowohl mit der 4-mal-100- sowie mit der 4-mal-400-Meter-Staffel den siebten Platz. Dank einer Wildcard startete sie im August bei den Weltmeisterschaften in Berlin und schied dort mit 55,63 s in der ersten Runde aus. Im Jahr darauf gewann sie bei den Zentralamerikaspielen in Panama-Stadt in 56,75 s die Silbermedaille über 400 Meter hinter Kathi Cuadra aus Nicaragua und siegte in 1:01,51 min über 400 m Hürden. Zudem belegte sie über 200 Meter in 25,40 s den vierten Platz und gewann mit der 4-mal-400-Meter-Staffel die Bronzemedaille hinter den Teams aus Panama und Nicaragua. Anschließend schied sie bei den Ibero-Amerikanischen Meisterschaften in San Fernando mit 55,83 s im Vorlauf über 400 Meter aus, ehe sie bei den Zentralamerika- und Karibikspielen in Mayagüez in 58,89 s den fünften Platz über 400 m Hürden belegte und über 400 Meter mit 56,14 s den Finaleinzug verpasste. Zudem belegte sie mit der 4-mal-100-Meter-Staffel in 47,31 s den sechsten Platz. Im September verteidigte sie bei den Zentralamerikameisterschaften in Guatemala-Stadt in 1:01,53 min ihren Titel über 400 m Hürden und gewann in 55,54 s die Silbermedaille über 400 Meter und siegte in 48,48 s in der 4-mal-100-Meter-Staffel.
2011 siegte sie in 55,03 s und 58,78 s über 400 Meter und über 400 m Hürden bei den Zentralamerikameisterschaften in San José und siegte dort in 3:49,23 min auch in der 4-mal-400-Meter-Staffel. Anschließend belegte sie bei den Zentralamerika- und Karibikmeisterschaften in Mayagüez in 58,86 s den siebten Platz im Hürdenlauf, ehe sie bei den Weltmeisterschaften in Daegu mit 58,78 s in der ersten Runde ausschied. Daraufhin gelangte sie bei den Panamerikanischen Spielen in Guadalajara mit 57,40 s auf den vierten Platz. Im Jahr darauf gewann sie bei den Ibero-Amerikanischen Meisterschaften in Barquisimeto in 57,11 s die Silbermedaille hinter der Brasilianerin Lucimar Teodoro, ehe sie bei den Olympischen Sommerspielen in London mit 57,03 s nicht über den Vorlauf hinauskam. 2013 siegte sie in 59,57 s bei den Zentralamerikaspielen in San José im Hürdenlauf sowie in 3:48,90 min in der 4-mal-400-Meter-Staffel und sicherte sich zudem in 55,15 s die Bronzemedaille über 400 Meter hinter ihren Landsfrauen Desire Bermúdez und Shantely Scott. Anschließend siegte sie in 55,78 s und 59,78 s bei den Zentralamerikameisterschaften in Managua über 400 Meter und 400 m Hürden und sicherte sich in 3:50,03 min auch die Goldmedaille im Staffelbewerb. Daraufhin gewann sie bei den CAC-Meisterschaften in Morelia in 57,74 s die Silbermedaille über 400 m Hürden hinter der Jamaikerin Danielle Dowie und schied über die Flachdistanz mit 54,73 s im Vorlauf aus. Im Jahr darauf siegte sie bei den Zentralamerikameisterschaften in Tegucigalpa in 1:01,10 min über 400 m Hürden sowie in 3:50,97 min in der 4-mal-400-Meter-Staffel. Anschließend gewann sie bei den Ibero-Amerikanischen Meisterschaften in São Paulo in 58,10 s die Bronzemedaille im Hürdenlauf hinter der Mexikanerin Zudikey Rodríguez und Déborah Rodríguez aus Uruguay. Daraufhin belegte sie bei den CAC-Spielen in Xalapa in 57,75 s den vierten Platz im Hürdenlauf und wurde mit der Staffel disqualifiziert.
2015 belegte sie bei den Panamerikanischen Spielen in Toronto in 58,65 s den siebten Platz über 400 m Hürden und anschließend schied sie bei den NACAC-Meisterschaften in San José mit 57,96 s im Vorlauf aus und belegte mit der 4-mal-100-Meter-Staffel in 3:41,40 min den sechsten Platz. Im Jahr darauf nahm sie über 400 m Hürden erneut an den Olympischen Sommerspielen in Rio de Janeiro teil und schied dort mit 58,27 s in der ersten Runde aus. 2017 gewann sie bei den Zentralamerikaspielen in Managua in 54,41 s die Silbermedaille über 400 Meter hinter ihrer Landsfrau Desire Bermúdez und sicherte sich auch über 400 m Hürden die Silbermedaille hinter der Panamaerin Gianna Woodruff. Zudem siegte sie in 3:44,04 min mit der 4-mal-400-Meter-Staffel. Im Jahr darauf gewann sie bei den Zentralamerikameisterschaften in Guatemala-Stadt in 1:02,10 min die Silbermedaille über 400 m Hürden und siegte in 3:46,69 min im Staffelwettbewerb. Anschließend verpasste sie bei den Zentralamerika- und Karibikspielen in Barranquilla mit 1:00,46 min den Finaleinzug im Hürdenlauf und belegte mit der Staffel in 3:40,23 min den sechsten Platz. 2019 beendete sie dann ihre aktive sportliche Karriere im Alter von 36 Jahren.

## Persönliche Bestzeiten
- 100 Meter: 12,05 s, 12. Juni 2009 in Guatemala-Stadt
- 200 Meter: 24,75 s, 12. Juni 2009 in Guatemala-Stadt
- 400 Meter: 54,24 s, 20. Juli 2013 in Bogotá
- 100 m Hürden: 14,57 s (+1,8 m/s), 13. Juli 2007 in San Salvador
- 400 m Hürden: 56,19 s, 28. Mai 2012 in Rehlingen-Siersburg